# Peter Norman (ekonomista)
Peter Norman (ur. 3 kwietnia 1958) – szwedzki ekonomista, od 2010 do 2014 minister ds. rynków finansowych w rządzie Fredrika Reinfeldta.

## Życiorys
Absolwent ekonomii na Uniwersytecie w Sztokholmie (1984). Do 1987 był wykładowcą na Wydziale Ekonomii tej uczelni. Następnie przez pięć lat pracował jako ekonomista w banku centralnym, powrócił do Szwedzkiego Banku Narodowego po kilku latach, od 1994 do 1996 był jego dyrektorem generalnym. Pełnił też szereg funkcji w przedsiębiorstwach finansowych. Od 2000 do 2010 kierował funduszem emerytalnym AP-fonderna.
Po wygranych przez centroprawicową koalicję wyborach parlamentarnych w 2010 i rekonstrukcji rządu objął nowo utworzone stanowisko ministra ds. rynków finansowych (w ramach resortu finansów) w gabinecie Fredrika Reinfeldta. Zakończył urzędowanie w 2014.